# Giovanni Lucchini
Giovanni Lucchini (Vicenza, 15 settembre 1842 – Vicenza, 15 gennaio 1916) è stato un politico italiano.
Fu senatore del Regno d'Italia nella XVIII legislatura.